# Winsorgemiddelde
In de statistiek is het Winsorgemiddelde of gewinsoriseerde gemiddelde het rekenkundig gemiddelde van een reeks getallen waarvan een aantal van de laagste en de hoogste waarden vervangen zijn door naastliggende laagste en hoogste waarde. Anders dan bij het getrimde gemiddelde worden de laagste en hoogste waarden niet weggelaten, maar vervangen door de uiterste waarden van de resterende waarden. Evenals het getrimde gemiddelde wordt het Winsorgemiddelde minder beïnvloed door uitbijters dan het gewone rekenkundig gemiddelde. Een nadeel is dat eventuele informatie die in de weggelaten waarnemingen ligt, niet wordt meegenomen. Het Winsorgemiddelde is een compromis tussen het rekenkundige gemiddelde en het getrimde gemiddelde, en is net als de laatste, een poging om de voor- en nadelen van het gewone gemiddelde, dat gevoelig is voor uitbijters, en de mediaan, die geen rekening houdt met de overige waarnemingen, te combineren. Men spreekt van het {\displaystyle k}-voudig Winsorgemiddelde als {\displaystyle k} van de kleinste en {\displaystyle k} van de grootste waarnemingen vervangen worden. Als {\displaystyle n} het totale aantal waarnemingen is zegt men in plaats van {\displaystyle k}-voudig Winsorgemiddelde ook {\displaystyle k/n\times 100} procent Winsorgemiddelde. Het Winsorgemiddelde is genoemd naar de biostatisticus Charles Winsor (1895–1951) die het begrip introduceerde.

## Definitie
Van de geordende waarnemingen {\displaystyle x_{(1)}\leq \ldots \leq x_{(n)}} is het {\displaystyle k}-voudige Winsorgemiddelde gedefinieerd als:
{\displaystyle (k+1)x_{(k+1)}+\sum _{i=k+2}^{n-k-1}x_{(i)}+(k+1)x_{(n-k)}}

## Voorbeeld
Van de zestien getallen 1, 2, 3, 3, 4, 5, 6, 6, 6, 7, 7, 8, 9, 10, 18, 21 wordt het 2-voudige of 12,5%-Winsorgemiddelde berekend, door de twee laagste en de twee hoogste waarden te vervangen door de naastgelegen waarden:
{\displaystyle {\tfrac {1}{16}}(3+3+3+3+4+5+6+6+6+7+7+8+9+10+10+10)=6{\tfrac {1}{4}}}
betrouwbaarheid · 
centrummaat · 
gemiddelde · 
gewogen gemiddelde · 
interkwartielafstand · 
kans · 
kansrekening · 
kwartiel · 
mediaan · 
meetkundig gemiddelde · 
modus · 
p-waarde · 
percentiel · 
rekenkundig gemiddelde · 
schatten · 
significantie · 
scheefheid · 
spreiding · 
standaardafwijking · 
statistiek · 
statistische toets · 
steekproef · 
uitbijter · 
variatiecoëfficiënt · 
verdelingsfunctie